# Betriebshof R-3 Mokotów

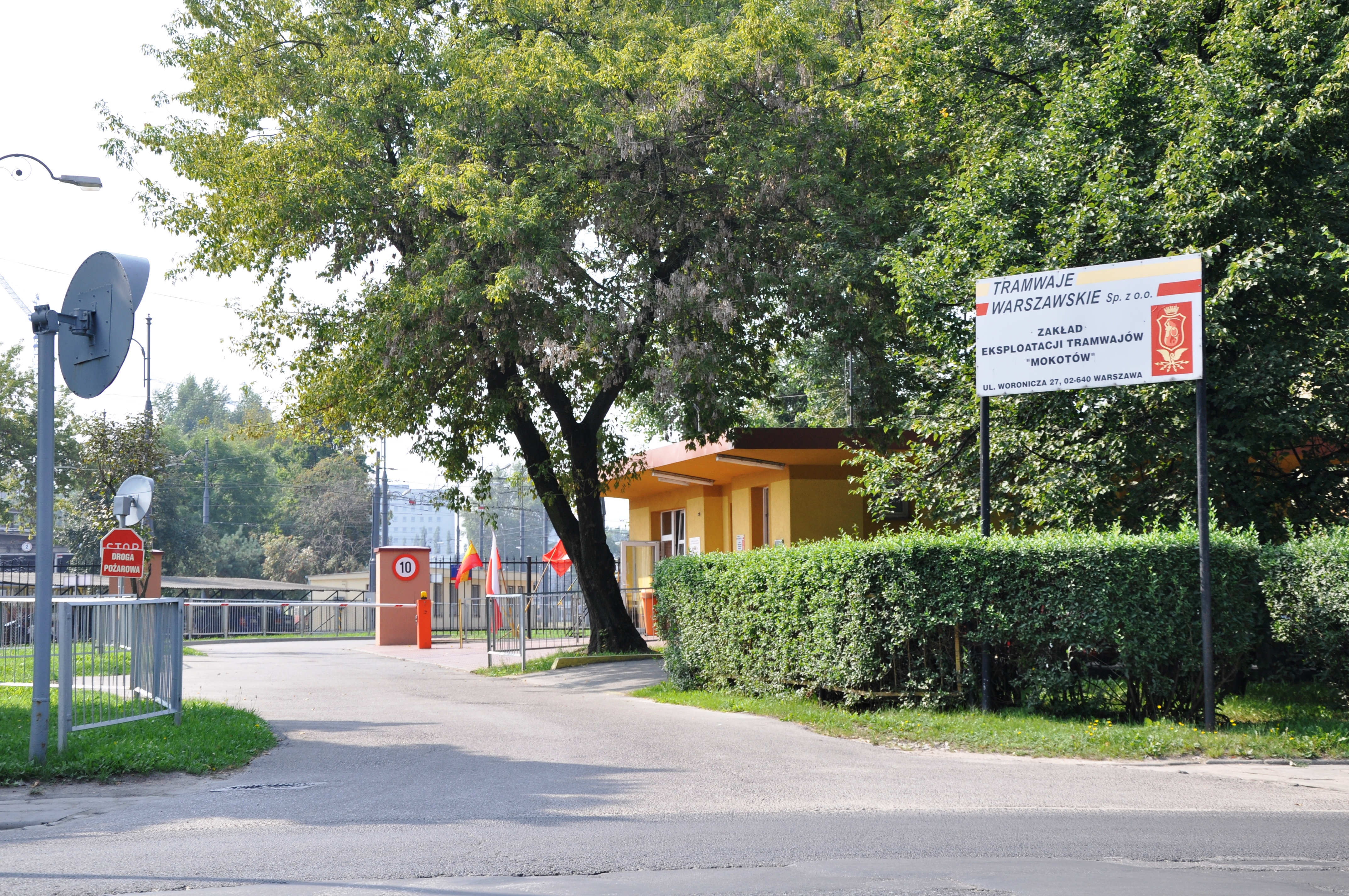
Eingang zum Betriebshof Mokotów mit Schild des Straßenbahngesellschaft

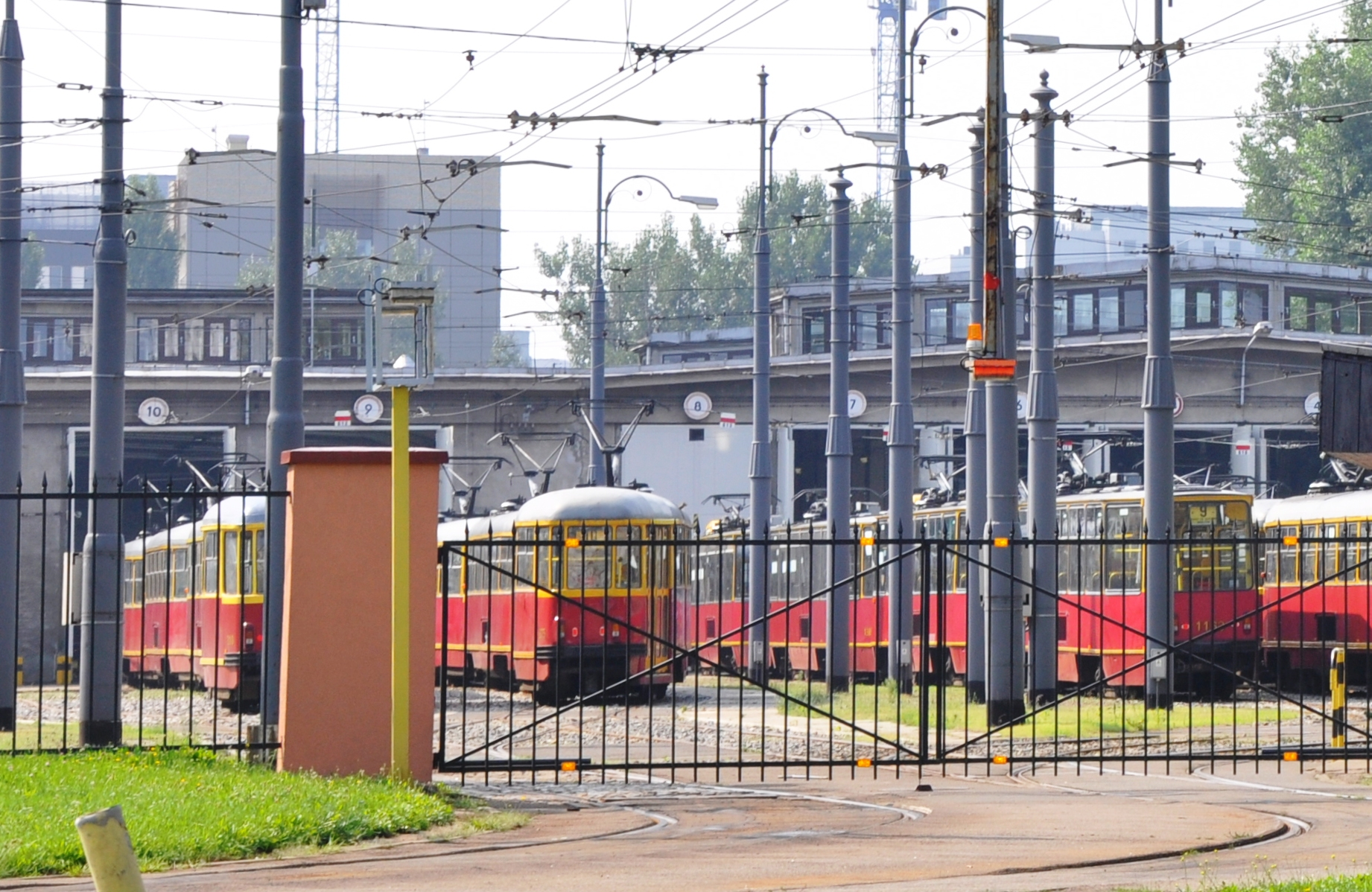
Abgestellte Straßenbahnen vor der Wartungshalle im Jahr 2010

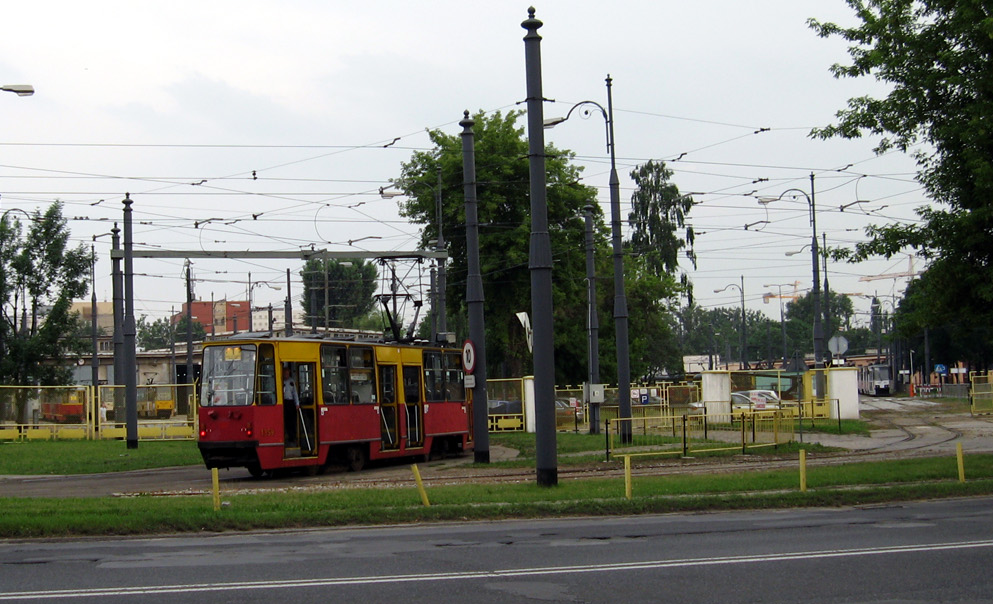
Einfahrt eines Konstal 105Na in den Betriebshof

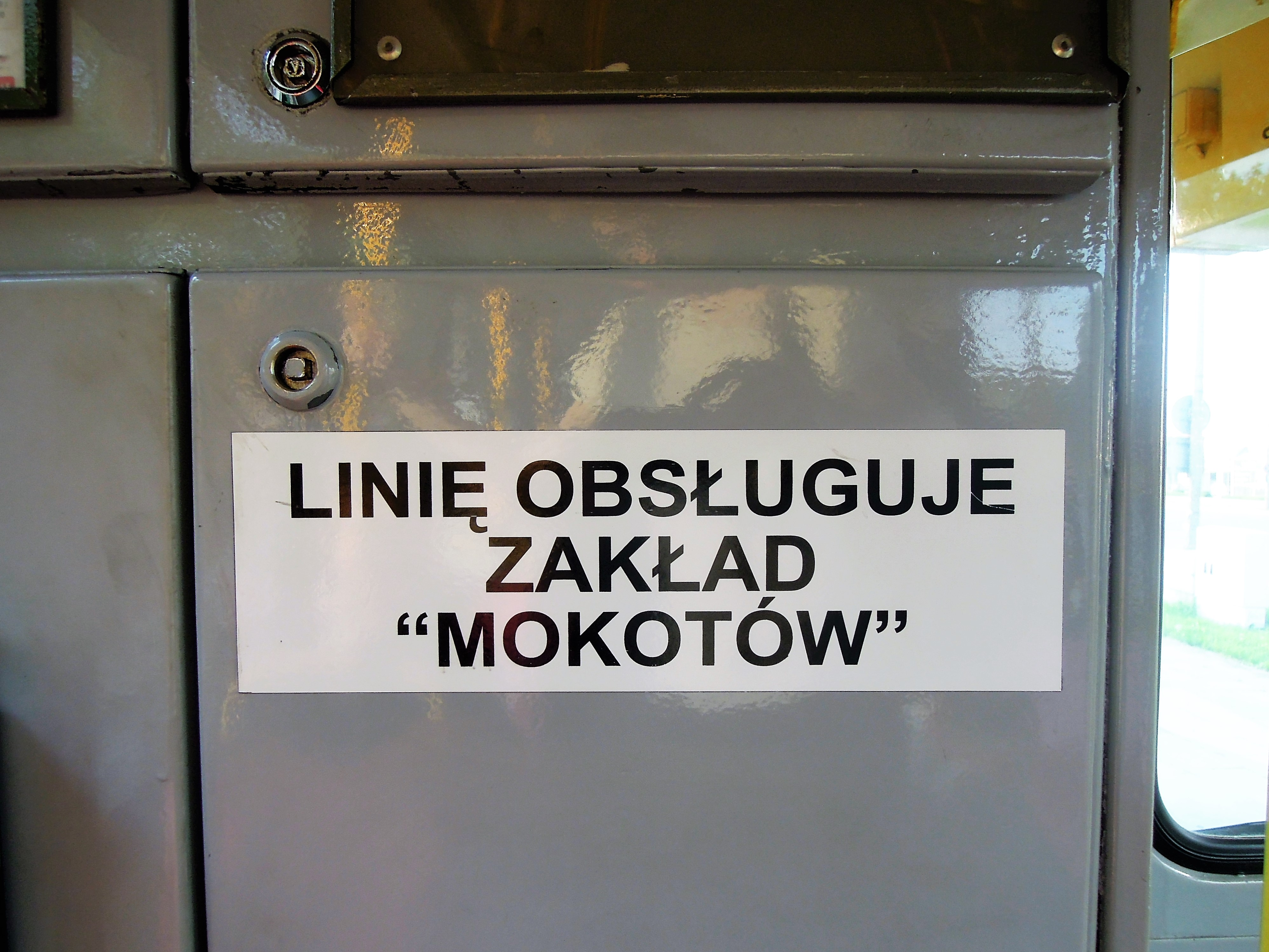
Aufkleber mit der Aufschrift: „Diese Linie wird bedient vom Betriebshof Mokotów“ in einem Konstal 105Na

Der Betriebshof R-3 Mokotów (polnisch Zakład Eksploatacji Tramwajów R-3 Mokotów) ist einer von fünf Betriebshöfen der Straßenbahn Warschau. Er liegt im Warschauer Stadtteil Mokotów und wurde am 10. September 1955 eröffnet. Heute sind in Mokotów über 220 Fahrzeuge der Typen Konstal 105Na, PESA 120N und PESA 120Na beheimatet; in Betriebsdienst, Instandhaltung und Verwaltung sind 550 Mitarbeiter tätig.

## Geschichte

### Planung und Bau
Schon nach dem Ersten Weltkrieg bestand Bedarf an einem großen Betriebshof im Warschauer Süden. Die bestehenden Depots, die diesen Bereich abdeckten, waren zu klein geworden; es herrschte Platzmangel. In den 1930er-Jahren erwarb die Straßenbahngesellschaft daher ein geeignetes Feld, doch der Ausbruch des Zweiten Weltkriegs und das Ausmaß der Zerstörungen während des Warschauer Aufstands verhinderten eine schnelle Umsetzung der Pläne. Erst 1950 wurden die Planungen für den Betriebshof wiederaufgenommen, im Juli 1952 fiel die Entscheidung, den Betriebshof auf dem in der Vorkriegszeit erworbenen Grundstück zu errichten. Im gleichen Jahr wurde der Grundstein gelegt.
Am 10. September 1955 erfolgte die feierliche Eröffnung des Depots und die Einfahrt des ersten Straßenbahnwagens. Im gleichen Monat ging der Umzug vieler Straßenbahnwagen nach Mokotów vonstatten.
In einer großen Wartungshalle waren 16 Gleise untergebracht, hinzu kamen 10 Abstellgleise außerhalb der Halle. Drei weitere Gleise außerhalb der Halle wurden für Kontrollen und kleinere Reparaturen vorgehalten. Halle und Abstellgleise hatten gemeinsam eine Kapazität von 250 Fahrzeugen, insgesamt war der Betriebshof für die dauerhafte Unterbringung von 150 bis 200 Straßenbahnwagen ausgelegt. Obwohl die Bauzeit rund drei Jahre betrug, wurde in den Medien eine Bauzeit von einem Jahr verbreitet und der Betriebshof Mokotów als der am schnellsten errichtete Betriebshof Polens betitelt.

### Anlaufschwierigkeiten und erste Betriebsjahre
Während in den ersten Tagen nach der Inbetriebnahme der Betriebshof von der Belegschaft vielfach gelobt wurde, machte sich während des ersten Winters Ernüchterung breit. Über den Betriebshof und insbesondere die Halle sind diverse Baumängel und Unzulänglichkeiten überliefert: Halle und Baracken waren undicht, Baustoffe fielen von der Decke, die Beheizung war unzureichend, die Warmwasserversorgung unterbrechungsbehaftet, die Hallentore nicht verriegelbar und es fehlte an Werkzeug. Das Außengelände war nachts unbeleuchtet und Gehwege zu dem damals noch außerhalb der Stadt gelegenen Gelände wurden erst nach und nach errichtet.
1957 wurde ein Verwaltungsgebäude in Betrieb genommen. Dieses wurde großzügig bemessen, sodass in den ersten Jahren nicht benötigte Räumlichkeiten dem Militär zur Verfügung gestellt wurden, welches sie zur Musterung nutzte. Anders dagegen die betrieblichen Anlagen: Mit 280 Fahrzeugen im Dezember 1958 war der Betriebshof überbelegt. Dies erschwerte Rangierarbeiten, da Fahrzeuge zugeparkt waren, und führte zur Durchführung von vielen Reparaturen auf dem Freigelände, worunter besonders im Winter die Qualität litt.

### Betrieb und Erweiterungen von 1960 bis 1990
In der Anfangszeit herrschte am Betriebshof Mokotów eine große Fahrzeugvielfalt. Viele verschiedene Vorkriegs-Bauarten waren hier beheimatet. Ab 1958 wurden diese Fahrzeuge sukzessive ausgemustert und durch Wagen vom Typ Konstal 13N ersetzt. 1961 erreichten die ersten 14 Wagen Mokotów, 1962 folgte die nächste Lieferung. Ende 1968 bestand der Fahrzeugpark des Betriebshofs ausschließlich aus Konstal 13N. 1977 betrug der Bestand 267 Wagen.
1967 kam es zu einem Bauboom in Warschau, das auf freiem Feld liegende Gelände des Betriebshofs Mokotów wurde innerhalb kurzer Zeit mit Wohnanlagen und einem Sendegebäude der Telewizja Polska umbaut. Während der Baumaßnahmen konnte der Betriebshof zwischenzeitlich nicht angefahren werden. Ebenfalls im Jahr 1967 wurde eine Umstrukturierung in der Straßenbahngesellschaft durchgeführt, in deren Zuge jedem Betriebshof eine Zahl zugewiesen wurde. Der Betriebshof Mokotów führt seither den Zusatz R-3.
Ende der 1960er-Jahre begann eine fortlaufende Modernisierung des Betriebshofs. In der Wartungshalle wurden elektrisch betriebene Kräne installiert, um Wagenkästen von den Drehgestellen anheben zu können. Diagnosewerkzeuge für Wechselrichter und Fahrmotoren wurden angeschafft. Zwei Lagergebäude, davon eines für Öle und Schmierstoffe, wurden errichtet. Angesichts eines drohenden Atomschlags im Rahmen des Kalten Kriegs wurde überdies ein Dekontaminationsplatz für die Straßenbahnfahrzeuge erstellt. Für Bauteile aus Gummi gab es eine eigene Vulkanisationswerkstatt. Diese Werkstatt erhielt zwischenzeitlich vom Hersteller Konstal den Auftrag zur Herstellung von Gummiüberzügen für Gas- und Bremspedale für Konstal-Neufahrzeuge.

### Entwicklung nach 1990

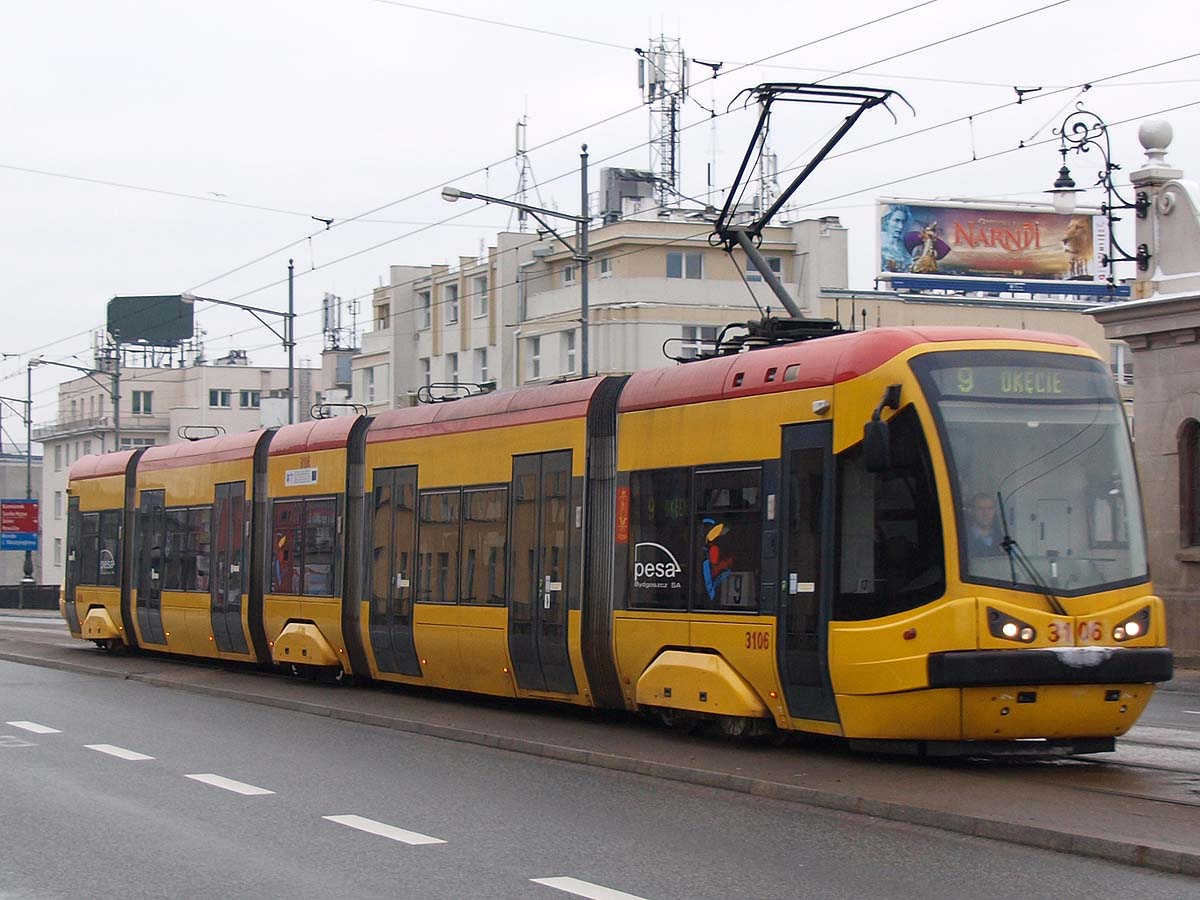
Alle PESA 120N der Straßenbahn Warschau sind im Betriebshof Mokotów beheimatet

Ab 1991 wurden die Konstal 13N ausgemustert und durch Konstal 105Na aus anderen Betriebshöfen ersetzt. 1998 unterhielt Mokotów noch 72 Wagen des Typs 13N.
Ende der 1990er-Jahre wurden touristische Verkehre mit historischen Fahrzeugen eingerichtet. Die Restaurierung dieser Fahrzeuge erfolgte im Betriebshof Mokotów, wo die Wagen auch beheimatet sind.
1998 erhielt der Betriebshof Mokotów als erster Straßenbahn-Betriebshof Polens eine Unterflur-Drehbank. Mit dieser Maschine können die Radsätze eines Fahrzeugs abgedreht werden, ohne die Drehgestelle abmontieren zu müssen. Bis im Betriebshof R-4 Zoliborz eine weitere dieser Anlagen installiert wurde, kamen sämtliche Fahrzeuge der Straßenbahn Warschau zum Abdrehen nach Mokotów.
| Mitarbeiter des Betriebshofs Mokotów am 1. April 2015 | Mitarbeiter des Betriebshofs Mokotów am 1. April 2015 | Mitarbeiter des Betriebshofs Mokotów am 1. April 2015 | Mitarbeiter des Betriebshofs Mokotów am 1. April 2015 |
| ----------------------------------------------------- | ----------------------------------------------------- | ----------------------------------------------------- | ----------------------------------------------------- |
| Tätigkeit                                             | Frauen                                                | Männer                                                | gesamt                                                |
| Betriebsdienst                                        | 86                                                    | 272                                                   | 358                                                   |
| Instandhaltung                                        | 9                                                     | 151                                                   | 160                                                   |
| Verwaltung                                            | 9                                                     | 23                                                    | 32                                                    |
| gesamt                                                | 104                                                   | 446                                                   | 550                                                   |

Von 1999 bis 2007 waren in Mokotów 15 Straßenbahnen des Typs Konstal 116Na beheimatet. Diese wurden in der zweiten Jahreshälfte des Jahres 2007 an den Betriebshof R-2 Praga abgegeben. In der Folge erhielt Mokotów 15 Fahrzeuge des Typs PESA 120N, die ersten Fahrzeuge des Herstellers PESA für die Straßenbahn Warschau. Von 2010 bis 2013 wurden zudem 60 der 186 neuen Gelenktriebwagen des Typs PESA 120Na in Mokotów stationiert. Mit den modernen Niederflurstraßenbahnen wurden auch bauliche Änderungen am Betriebshof nötig, so wurden beispielsweise Geländer installiert, um Arbeiten an den Dachgeräten der Straßenbahnen durchführen zu können.
Am 1. April 2015 waren am Betriebshof Mokotów 550 Mitarbeiter im Fahrdienst, in der Instandhaltung der Fahrzeuge und in der Verwaltung angestellt. Zu diesem Zeitpunkt waren in Mokotów 222 Straßenbahnwagen beheimatet. Hinzu kommen die historischen Wagen, die auch unter Einsatz von ehrenamtlich tätigem Personal für Sonderfahrten durch die Stadt verwendet werden.
Jährlich kann der Betriebshof an einem Tag der offenen Tür zu den seit 2002 in Warschau durchgeführten Tagen des öffentlichen Verkehrs (polnisch Dni Transportu Publicznego) besichtigt werden. Diese Veranstaltung findet in der Regel am zweiten Septemberwochenende statt.